# شهرك أردكبان
شهرك أردكبان (بالفارسية: شهرک اردکپان) هي قرية تقع في Hasanabad District في إيران. يقدر عدد سكانها بـ 248 نسمة بحسب إحصاء 2016.